# Fakopáncs Frici

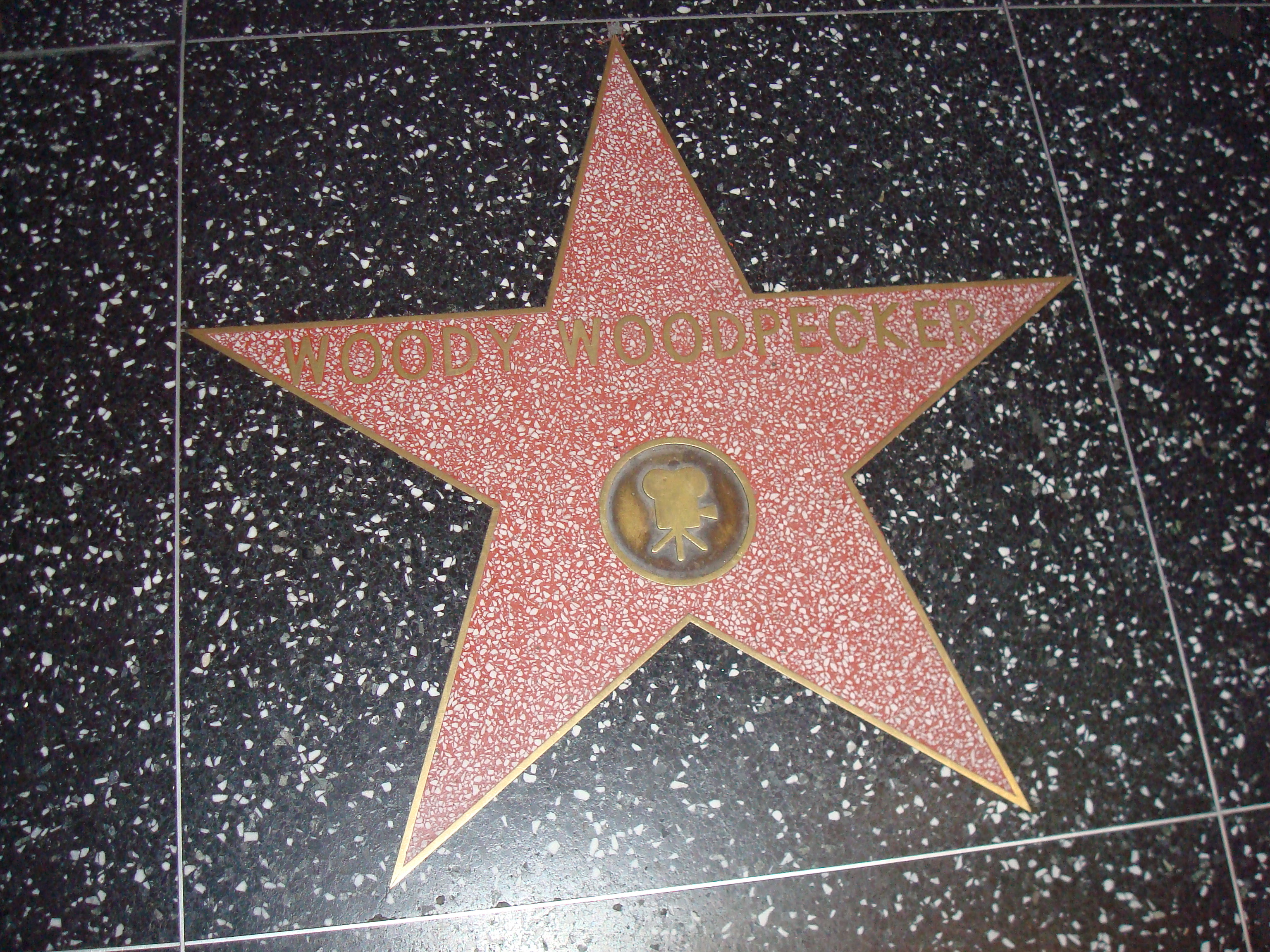
Fakopáncs Frici csillaga a Walk of Fame-en

Fakopáncs Frici (angolul Woody Woodpecker) animált antropomorf harkály, mely a Walter Lantz Studio által gyártott és a Universal Studios által forgalmazott rövidfilmekben szerepelt 1940 és 1972 között.
1940-ben Lantz és a képes forgatókönyvvel foglalkozó Ben „Bugs” Hardaway hozta létre, akik már korábban lefektették két szereplő, Tapsi Hapsi és Dodó kacsa alapjait a Warner Bros. Rajzfilmstúdióiban az 1930-as évek végén. Frici kinézete az évek alatt csiszolódott: kezdetben őrült madár volt szokatlan, rikító kinézettel, majd megjelenése kidolgozottabb lett, és megkapta a későbbi Tapsi Hapsi Chuck Jones által kölcsönzött vonásait is. Fricinek eredetileg Mel Blanc szinkronszínész kölcsönözte a hangját, majd őt követte Danny Webb, Kent Rogers, Ben Hardaway, végül Grace Stafford (Walter Lantz felesége).
Fakopáncs Frici első rajzfilmjeit 1957-ben sugározták először The Woody Woodpecker Show címmel. A műsorban Lantz figurái szerepeltek. Lantz kortársainál hosszabb ideig készített színházi rajzokat, és Fakopáncs Frici egészen stúdiójának 1972-es bezárásáig az ő alkotása volt.
A szereplő azóta több alkalommal újjáéledt különböző speciális produkciókban és helyzetekben, és elkészítették az 1999 és 2002 között futó The New Woody Woodpecker Show, vasárnap reggeli rajzfilmsorozatot is, amelyben Billy West kölcsönözte Frici hangját. A sorozat magyar szinkronjában Kassai Károly színművész adta a hangját.
Fricinek csillagja van a Hollywood Walk of Fame-en a 7000 Hollywood Boulevardnál. Sok más szereplőhöz hasonlóan neki is jutott egy cameoszerep az 1998-as Roger nyúl a pácban című filmben.
A Walt Disney Mickey egeréhez és a Warner Bros. Tapsi Hapsijához hasonlóan Fakopáncs Frici is a Universal Studios hivatalos kabalaállata. Frici és barátai ezen kívül a Universal Studios tematikus parkjainak is a szereplői világszerte, valamint ott vannak a régen a stúdió által fenntartott spanyolországi PortAventura Parkban, a PortAventura Worldben.

## Eredete
A karakter ötlete a  producer és felesége, Grace nászútján született meg 1941-ben Kaliforniában, a June Lake-nél. A kabinjukon kívül egy zajos gyűjtő küllő miatt a pár egész éjjel ébren maradt, és mikor esni kezdett az eső, rájöttek, hogy a madár lyukakat vájt az épületbe. Mivel Walter és Gracie is beszámolt a Dallas egyik ügyvédjének, Rod Phelpsnek a történtekről, Walter le akarta lőni a madarat, de Gracie azt tanácsolta, hogy férje készítsen rajzot a madárról, és így született meg Frici. Frici sok mindenben hasonlít a kontyos feketeharkályra, mind kinézetében, mind jellegzetes nevetésében. Ezek a hasonlóságok a művészi licenc eredményei, de így nagy ellentétet okoztak a madármegfigyelők körében, akik megpróbálták megállapítani, Frici milyen fajhoz tartozik.